# Conte Grande
El Conte Grande fue un transatlántico construido en 1927 por los astilleros del Stabilimento Tecnico Triestino, en Trieste (Italia) para la naviera Lloyd Sabaudo.
Durante la Segunda Guerra Mundial fue incautado por el gobierno brasileño y vendido a los Estados Unidos, que lo convirtieron en transporte de tropas y rebautizado como USS Monticello (AP-61), en 1942. Al final de la guerra, en 1947, el buque fue devuelto a sus propietarios, regresando al servicio comercial en 1949. En 1960, fue transferido a la Lloyd Triestino, operando por otro año antes de ser vendido para su desguace, en 1961.

## Primeros años en servicio
Botado el 29 de junio de 1927, realizó su viaje inaugural el 13 de abril de 1928 en la línea Génova - Nápoles - Nueva York.
En 1932 lloyd Sabaudo se fusionó con la nueva compañía Italia Flotte Riunite trayendo allí, además de otros barcos, también el Conte Grande que estaba destinado al servicio regular con América del Sur.
Entre 1933 y 1935, el ilustre maestro Marcello Cortopassi fue director de la orquesta del Conte Grande. En 1935, al Comandante Cav. Mauriziano Vittorio Olivieri del buque dedicó la composición "Marcia Conte Grande".
En 1937 con la reorganización de la navegación civil, la Italia Flotte Riunite se fusionó con la compañía Italia-Società di Navigazione –más conocida como Italian Line–. Tras la incorporación a la nueva empresa, el Conte Grande continuó siendo utilizado en el servicio directos a América del Sur.

## Segunda Guerra Mundial

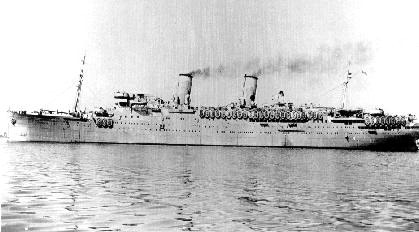
El barco operado como USS Monticello

En el momento de la entrada de Italia en la Segunda Guerra Mundial, el Conte Grande se encontraba anclado en el puerto de Río de Janeiro, donde fue incautado por las autoridades brasileñas. El 16 de abril de 1942 fue vendido a la Armada de los Estados Unidos, que lo renombró como USS Monticello (AP-61) y lo utilizó como transporte de tropas. 
El trabajo de conversión se llevó a cabo en Filadelfia y, tras ello, el buque fue equipado con un cañón de 127/38 milímetros y seis cañones antiaéreos de 76/50 milímetros, así como con capacidad para acomodar hasta 7000 soldados. El buque entró en servicio en la US Navy el 10 de septiembre del mismo año.
Bajo la bandera estadounidense, participó en la invasión del norte de África –llamada Operación Antorcha– con tropas que desembarcaron en Casablanca. Después de regresar a los Estados Unidos, fue destinado a los escenarios del Pacífico donde fue utilizado durante los siguientes dos años.
A partir del 6 de agosto de 1945, fue asignado a la Guardia Costera hasta que fue dado de baja el 22 de marzo de 1946 en Norfolk, Virginia.

## Carrera posterior
En junio de 1947, el barco fue devuelto a la Italian Line y fue rebautizado con su nombre original. Después de llevarse a cabo su reacondicionamiento como transporte de pasajeros, fue reintroducido en la ruta hacia Sudamérica, en la que navegó sin interrupción hasta 1960. En diciembre de ese año, fue transferido a Lloyd Triestino, que lo operó durante el siguiente año. En 1961, fue retirado del servicio y vendido para su desguace, que fue completado para 1962.